# 이천석 (북위)
이천석(李天錫, 생몰년 미상)은 남북조시대 북위의 인물로 이희의 아들이며 광의황후 가씨(光懿皇后 賈氏) 사이에서 장남 이기두(李起頭), 차남 이호, 3남 이걸두(李乞豆)를 낳았다. 생전 관직은 당주였으며 사후 사공으로 추증되었다. 
당나라 건국 후 증손 이연이 의왕(懿王)으로 추존하였다가 674년, 당고종이 묘호 의조(懿祖), 시호 광황제(光皇帝), 능호 계운릉(啓運陵)으로 추존하였고 그의 아내 가씨도 광의황후(光懿皇后)로 추존되었다.

## 가족
- 부황: 이희
- 모후: 선헌황후
- 황후: 광의황후 가씨
- 장남: 이기두(李起頭) - 장안후(長安侯)
- 차남: 이호 - 태조(太祖)
- 3남 이걸두(李乞豆)